# Barrage de Contra
Le barrage de Contra (ou Selvatica) est un barrage voûte situé dans le val Verzasca sur le territoire de la commune de Tenero-Contra dans le canton du Tessin en Suisse. Il mesure 220 m de haut et est exploité par la société Verzasca SA officina Idroelettrica.

## Situation

### Hydrographie
Le barrage de Contra se situe à l'entrée du Val Verzasca, à la limite des communes de Tenero-Contra et de Gordola. Il barre le cours de la rivière Verzasca et forme le lac de Vogorno, bassin d'accumulation du complexe hydroélectrique.

## Dans la culture
Le barrage est utilisé pour la scène de saut à l'élastique en introduction du film GoldenEye de James Bond.